# Lifewords
Lifewords – międzynarodowa, ponadwyznaniowa rodzina organizacji chrześcijańskich promujących przesłanie Biblii poprzez publikacje, projekty multimedialne oraz programy edukacyjne i społeczne. Organizacje należące do Lifewords działają w Europie, Afryce, Azji oraz w Ameryce Południowej i Północnej.

## Misja
Na oficjalnej stronie Lifewords znajdujemy następującą charakterystykę:

Obcowanie z Biblią zbliża człowieka do Boga, ale także do innych ludzi. Dlatego wierzymy, że jej przesłanie może zmieniać nie tylko życie jednostek, ale także całych społeczności. Poprzez nasze publikacje, filmy, serwisy internetowe, materiały edukacyjne czy badania nad wpływem Słowa Bożego na życie społeczeństw, pragniemy pomagać ludziom doświadczać jego mocy oraz przekazywać Słowa Życia innym. Wierzymy, że Boże Słowo może inspirować i pomagać w podejmowaniu właściwych decyzji, a codzienne obcowanie z nim może zmieniać życie poszczególnych osób, kościołów, społeczeństw, krajów a nawet całego świata.

## Historia
W 1888 roku powołano do istnienia Scripture Gift Mission (SGM). Pragnieniem założyciela, Williama Waltersa, było bezpłatne udostępnianie Słowa Bożego wszystkim ludziom. Realizując ten cel, do końca XX wieku SGM opublikowało materiały biblijne w ponad 1000 języków. W 200 z nich były to pierwsze w historii fragmenty Słowa Bożego.
W minionym stuleciu SGM wydawało broszury z fragmentami Pisma Świętego, przeznaczone dla określonych grup lub poruszające konkretne, ważne tematy życiowe. Znakiem rozpoznawczym SGM była nowatorska szata graficzna publikacji oraz staranny dobór tłumaczeń Pisma Świętego. W XXI wieku organizacja zmieniła nazwę na Lifewords i poszerzyła działalność o projekty multimedialne oraz programy edukacyjne i społeczne.